# Barwick (Somerset)
Barwick – wieś w Anglii, w hrabstwie Somerset, w dystrykcie (unitary authority) Somerset. Leży 59 km na południe od miasta Bristol i 186 km na zachód od Londynu. W 2002 miejscowość liczyła 1289 mieszkańców.